# Паульсен, Готлиб Христиан
Готлиб Христиан Паульсен (17 ноября 1744, Санкт-Петербург — 7 января 1811, Санкт-Петербург) — российский архитектор немецкого происхождения, работавший в Санкт-Петербурге.

## Биография
Готлиб родился в семье штаб-лекаря лейб-гвардии Конного полка, придворного хирурга Христиана Паульсена. Архитектуре учился «несколько лет на своем коште» у Юрия Фельтена, главного архитектора Канцелярии от строений, который был женат на его старшей сестре Анне. Младший брат Готлиба Карл также стал архитектором. После смерти Христиана Паульсена Готлиб унаследовал отцовский дом на Мойке (на месте нынешнего дома № 8) и дачу на Большой Ружейной улице.
В июле 1764 года он был принят с ежегодным окладом в 100 рублей «архитектурии помощником третьего класса… в команду архитектора Фельтена». В 1766—69 годах Готлиб посетил Францию, Италию. В 1778 году устроился в строительную экспедицию Главной полицмейстерской канцелярии помощником Христиана-Людвига Кнобеля. После кончины Кнобеля Паульсен в 1782 году занял место архитектора Управы благочиния. В 1784—1788 гг. работал в Перми, где, возможно, был архитектором Спасо-Преображенского кафедрального собора и строителем здания, позже называвшегося Домом губернатора. В 1809 году он вышел в отставку статским советником.
Был женат на онемеченной француженке Елизавете Балле (1753—1825), сестре адмирала И. П. Балле. Дети: Александр-Готлиб (1781—1838), Анна и Софья (р. 1791).
Погребён на Волковом лютеранском кладбище.

## Работы
- Жилой дом, приспособленный позже под Ларинскую гимназию (6-я линия ВО, 15) — 1780
- Жилой дом Елизаветы Паульсен (Театральная пл., 8) — 1787—1788; дом перестроен[2].
- Финская церковь Святой Марии (Большая Конюшенная, 8А) — 1803—1805
- Дом купца Евсевьева (наб. Фонтанки, 35) — 1807—1812
- Дом причта Исаакиевского собора (улица Якубовича,6) — 1790-е
- Дом Самсона Суханова (наб. Пряжки, 50) — 1800-е[3].
- Деревянный Вознесенский мост[4].
- Неосуществлённый проект церкви Спаса Нерукотворного Образа в селе Чирковицы на Нарвском тракте — 1790-е.